# زلزال باكستان 2011
زلزال باكستان 2011 زلزال بقوة 7.2 على مقياس ريختر ضرب باكستان وهز الهند وإيران ودبي والبحرين. ويقع محل بؤرة الزلزلة على الحدود الباكستانية الأفغانية على بعد 45 كم غرب دالبندین الباكستانية و300 كم عن زاهدان الإيرانية.وقال المركز الوطني للأرصاد الجوية والزلزال في الإمارات أن الزلازل كان محسوسا رغم بعده 900 كم عن البلاد لكنه لم ينجم عنه أي اضرار.

## إحالات
1. ↑  [https://earthquake.usgs.gov/earthquakes/recenteqsww/Quakes/us2011ggbx.php#details موجز عن الزلزال من هيئة المسح الجيولوجي الأمريكية [وصلة مكسورة] نسخة محفوظة 19 أبريل 2013 على موقع واي باك مشين.
2. ↑  زلزال شدته 7.2 درجة في باكستان نسخة محفوظة 04 مارس 2016 على موقع واي باك مشين.
3. ↑  زلزلال يضرب باكستان ويهز دول الجوار نسخة محفوظة 14 ديسمبر 2013 على موقع واي باك مشين.
4. ↑  المركز الوطني للأرصاد : تأثير زلزال باكستان على الدولة اقتصر على الإحساس به دون أضرار. [وصلة مكسورة]